# Fédération internationale de kendo
Pour les articles homonymes, voir FIK.
La Fédération internationale de kendo (FIK) est une association sportive internationale qui fédère 60 fédérations nationales de Kendo du monde entier. Elle assure également la promotion internationale du Iaidō et Jōdō.
La FIK est affiliée à l'Association générale des fédérations internationales de sports. Elle est également partie prenante de l'Agence mondiale antidopage.
Les activités majeures de la fédération sont:
- Fournir une assistance afin de promouvoir l'organisation des fédérations nationales de kendo dans chaque pays.
- Organiser et assister des séminaires et des ateliers.
- Établir les règles pour les matches internationaux.
- Fournir des normes (directives) pour les examens Dan / Kyu.
- Organiser les championnats du monde de Kendo.
- Échanger des informations sur les techniques, l'équipement, etc.
- Entreprendre d'autres activités nécessaires à la réalisation des objectifs énoncés dans les articles précédents.

## Associations membres
Créé en 1970 par dix-sept nations représentantes, la FIK compte 57 pays membres en mai 2015.
| Afrique                                                                               | Amériques | Asie-Pacifique | Europe |
| ------------------------------------------------------------------------------------- | --- | --- | --- |
| - Afrique du Sud (The South African Kendo Federation) - Tunisie - Mozambique - Malawi | - États-Unis (All United States Kendo Federation) - Canada (Canadian Kendo Federation) - Mexique (Federación Mexicana de Kendo ) - Argentine (Kendo Rosario Dojo, in Rosario City) - Aruba - Brésil (Brazilian Kendo Federation) - Chili (Chilean Kendo Federation) - Équateur - Uruguay (Yamato Dojo) - Venezuela (Ken Zen Dojo of New York ) | Asie - Brunei (Brunei Kendo Alliance) - Chine - Hawaï (Hawaii Kendo Federation) - Hong Kong (Hong Kong Kendo Association) - Indonésie (Indonesian Kendo Federation) - Iran (Iran Kendo and Iaido Organization ) - Israël (Israel Kendo and Budo Federation) - Japon (All Japan Kendo Federation ) - Corée du Sud (Korea Kumdo Association ) - Liban - Macao (Macau SAR Kendo Associations Union) - Malaisie (Penang Kendo Club in Malaysia) - Népal - Philippines (Manila Kendo Club) - Singapour (Singapore Kendo Club) - Taïwan (Republic of China Kendo Federation) - Thaïlande Océanie - Australie (Australian Kendo Renmei ) - Nouvelle-Calédonie - Nouvelle-Zélande (New Zealand Kendo Federation) | - Autriche (Austrian Kendo Association) - Belgique (All Belgium Kendo Federation) - Bulgarie (Bulgarian Kendo Federation ) - Croatie (Hrvatski Kendo Savez ) - République tchèque (Czech Kendo Federation) - Danemark (Danish Kendo Federation ) - Finlande (Finnish Kendo Association ) - France (Comité National de Kendo) - Allemagne (Deutscher Kendobund e.V) - Grèce (Hellenic Kendo Iaido Naginata Federation) - Hongrie (Hungarian Kendo Federation) - Italie (Confederazione Italiana Kendo C.I.K.) - Irlande (Irish Kendo Federation) - Lettonie (Latvian Kendo Federation) - Lituanie (Lithuanian Kendo Association) - Luxembourg (Shobukai Kendo Luxembourg) - Macédoine (Macedonian Kendo Iaido Federation) - Malte (Knights of Malta Kendo Club) - Pays-Bas (Dutch Kendo Renmei NKR) - Pologne (Polish Kendo Federation) - Portugal (Associação Portuguesa de Kendo) - Roumanie (Romanian Kendo Department in Romania) - Russie (Moscow Kendo Association) - Serbie (Serbian Kendo Federation) - Slovaquie (Slovenská kendo federácia) - Espagne (Real Federacion Española de Judo y Deportes Asociados ) - Suède (Swedish Budo & Martial Arts Federation) - Suisse (Swiss Kendo & Iaido) - Turquie (Turkish Kendo Association) - Royaume-Uni (British Kendo Association) |